# Abdul Malek Al Anizan
Abdul Malek Al Anizan (arab. عبد الملك عنيزان; ur. 25 lutego 1989) – syryjski piłkarz grający na pozycji obrońcy. Od 2016 jest zawodnikiem klubu Al-Jaish Damaszek.

## Kariera piłkarska
Swoją karierę piłkarską Al Anizan rozpoczął w klubie Taliya SC, w którym w 2014 roku zadebiutował w pierwszej lidze syryjskiej. W 2016 przeszedł do Al-Jaish Damaszek. W sezonach 2016/2017 i 2017/2018 wywalczył z nim dwa mistrzostwa Syrii.

## Kariera reprezentacyjna
W reprezentacji Syrii Al Anizan zadebiutował 6 września 2018 w zremisowanym 1:1 towarzyskim meczu z Uzbekistanem. W 2019 roku powołano go do kadry na Puchar Azji.